# FH Serpentis
FH Serpentis a explodat în 1970 în constelatia Serpens cu o magnitudine aparentă de 4.4.

## Coordonate delimitative
Ascensie dreaptă: 18h 30m 46s.71
Declinație: +02° 36' 50".7